# You'd Prefer an Astronaut
You'd Prefer an Astronaut es el tercer álbum de estudio de la banda de rock alternativo estadounidense Hum. El disco ha vendido 250 000 copias desde su lanzamiento, en gran medida debido al éxito del sencillo Stars.
El vocalista de Deftones, Chino Moreno, dijo que este álbum era una de las grandes influencias de su banda.

## Lista de temas
- Todos los temas están compuestos por Hum.

1. "Little Dipper" – 4:45
2. "The Pod" – 4:38
3. "Stars" – 5:09
4. "Suicide Machine" – 5:58
5. "The Very Old Man" – 2:45
6. "Why I Like the Robins" – 4:58
7. "I'd Like Your Hair Long" – 5:25
8. "I Hate It Too" – 5:59
9. "Songs of Farewell and Departure" – 6:16

## Créditos
- Matt Talbott - Voz, guitarra
- Tim Lash - Guitarra
- Jeff Dimpsey - Bajo
- Bryan St. Pere - Batería
- Keith Cleversley - Producción, mezclas
- Jeff Van Steen - Masterización